# Hillside Lake
Hillside Lake és una concentració de població designada pel cens dels Estats Units a l'estat de Nova York. Segons el cens del 2000 tenia 2.022 habitants.

## Demografia
Segons el cens del 2000, Hillside Lake tenia 2.022 habitants, 635 habitatges, i 532 famílies. La densitat de població era de 513,6 habitants per km².
Dels 635 habitatges en un 51,8% hi vivien nens de menys de 18 anys, en un 74,6% hi vivien parelles casades, en un 6,3% dones solteres, i en un 16,2% no eren unitats familiars. En el 12,3% dels habitatges hi vivien persones soles el 4,6% de les quals corresponia a persones de 65 anys o més que vivien soles. El nombre mitjà de persones vivint en cada habitatge era de 3,18 i el nombre mitjà de persones que vivien en cada família era de 3,52.
Per edats la població es repartia de la següent manera: un 33,2% tenia menys de 18 anys, un 5,6% entre 18 i 24, un 32,8% entre 25 i 44, un 21,7% de 45 a 60 i un 6,6% 65 anys o més.
L'edat mediana era de 35 anys. Per cada 100 dones de 18 o més anys hi havia 98,5 homes.
La renda mediana per habitatge era de 71.344 $ i la renda mediana per família de 81.407 $. Els homes tenien una renda mediana de 55.833 $ mentre que les dones 26.912 $. La renda per capita de la població era de 25.649 $. Entorn del 0,1% de les famílies i el 0,9% de la població estaven per davall del llindar de pobresa.